# Homer vs. Dignity
«Homer vs. Dignity» (рус. Гомер против достоинства) — пятый эпизод двенадцатого сезона мультсериала «Симпсоны». Впервые вышел в эфир 26 ноября 2000 года.

## Сюжет
У Барта праздник — у него появилась первая пятёрка по астрономии. Барт заработал её вполне интересным путём — во время санитарной проверки Барт остался в классе сам и баловался с рептилиями из аквариума. Тут в класс зашли учительница Эдна Крабаппл и её возлюбленный Скиннер. Сладкая парочка решила во время проверки заняться сексом на парте Мартина. Мальчик спрятался в кладовке и, не желая слышать возлюбленных, учил названия планет. За что и получил пятёрку. Лишь к концу торжественного ужина в дорогом ресторане Симпсоны узнают, что у них нет денег, чтобы оплатить счёт. Поэтому их заставляют выступать в качестве музыкантов. Гомер понимает, что у семьи проблемы с деньгами, и решает обратиться в агентство финансового планирования. Но оказалось, что даже там не способны решить все финансовые проблемы семьи. Поэтому Гомер обращается к Мистеру Бернсу за помощью. У старика проблема — Смитерс уехал в Нью-Мексико ставить мюзикл о куклах Стэйси Малибу, поэтому Бернса некому развеселить. Гомер рассказывает начальнику о финансовых проблемах и тот предлагает Гомеру за деньги разыгрывать людей. Гомер тут же соглашается на унизительную работу и бросает Ленни в глаз пудинг, чем веселит Бернса (правда, тот же трюк с Карлом Бернс не одобрил).
Гомер продолжает веселить Бернса — он съедает раритетный первый выпуск «Человека-Паука» на глазах у Продавца Комиксов, изображает ребёнка в общественном туалете, переодевается в панду и жестоко избивается настоящей пандой. В конце концов Лиза узнаёт об унижениях отца и просить его прекратить это. Гомер решает потратить все «грязные деньги» на подарки для бездомных детей. За такую щедрость его приглашают быть переодетым Санта-Клаусом на параде в честь Дня Благодарения. Но там же появляется и Бернс. Он предлагает Гомеру миллион долларов, взамен он хочет, чтобы Гомер вместо подарков бросался в жителей города рыбьими объедками. И Санта действительно забрасывает толпу объедками… но не Гомер, отдавший эту привилегию самому Бернсу. В конце концов Гомер благодарит Лизу за то, что она подарила ему нечто большее, чем миллион долларов — достоинство!

## Интересные факты
- В ресторане побегу препятствует девушка с бэйджем Мэри Кэй
- Выясняется, что Ленни — герой войны
- В этой серии Гомер был изнасилован крупным животным